# Gustav Jäger

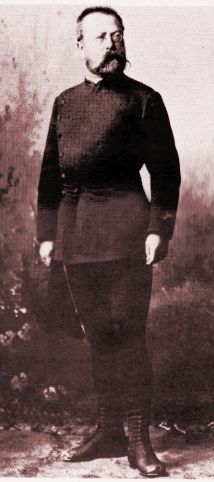
Gustav Jäger

Gustav Jäger (Burg-Kocher, 23 giugno 1832 – Stoccarda, 13 maggio 1917) è stato un naturalista e igienista tedesco.

## Biografia
Dopo aver studiato medicina a Tubinga divenne insegnante di zoologia a Vienna. Nel 1868 fu nominato professore di zoologia all'accademia di Hohenheim, e successivamente divenne professore di zoologia e antropologia al politecnico Stoccarda e professore di fisiologia alla scuola veterinaria.
Nel 1884 abbandonò l'insegnamento e inizio a praticare come medico a Stoccarda. Scrisse vari lavori su soggetti biologici, inclusi Die Darwinsche Theorie und ihre Stellung zu Moral und Religion (1869), Lehrbuch der allgemeinen Zoologie (1871-1878), e Die Entdeckung der Seele (1878).
Nel 1876 propose un'ipotesi nella spiegazione dell'eredità, somigliante alla teoria sul germoplasma successivamente elaborata da August Weismann, sull'effetto che il protoplasma germinale trattiene le sue proteine specifiche da generazione a generazione, dividendole in ogni riproduzione in una porzione ontogenetica, fuori della quale l'individuo viene edificato, e in una porzione filogenetica, che è riservata a formare il materiale riproduttivo della prole matura.
Nel Die Normalkleidung als Gesundheitsschutz (1880) difese il modo di vestirsi associato al suo nome, opponendosi specialmente all'uso di vari tipi di fibre vegetali per i vestiti. Nel 1884 ritornò alla pratica medica. Gli insegnamenti di Jäger ispirarono la creazione della Jaeger clothing brand.